# Gondek
Gondek is een bestuurslaag in het regentschap Jombang van de provincie Oost-Java, Indonesië. Gondek telt 4582 inwoners (volkstelling 2010).